# Hebbalu
Hebbalu is een census town in het district Mysore van de Indiase staat Karnataka. 

## Demografie
Volgens de Indiase volkstelling van 2001 wonen er 1471 mensen in Hebbalu, waarvan 52% mannelijk en 48% vrouwelijk is. De plaats heeft een alfabetiseringsgraad van 71%. 